# Edward J. Barrett
Edward Joseph Barrett (nacido el 14 de agosto de 1943) es un contraalmirante y ex oficial de bandera de la Guardia Costera de los Estados Unidos. Se desempeñó como jefe de sistemas de la Guardia Costera de 1966 a 1999.

## Educación y servicio militar
Barrett nació en la ciudad de Poughkeepsie en el estado de Nueva York, Estados Unidos el 14 de agosto de 1943. Se graduó de la Academia de la Guardia Costera de Estados Unidos en 1966.
Barrett completó el entrenamiento de Vuelo Naval en Pensacola Florida en 1968. En 1995, Barrett fue incluido en el salón de la fama de la Academia de la Guardia Costera de los Estados Unidos. Se convirtió en un alto funcionario del FBI y estuvo en El Pentágono durante los atentados del 11 de septiembre de 2001.